# 키프로스의 언어
키프로스 공화국의 공용어는 그리스어와 튀르키예어이며,:art. 3, § 1 북키프로스에서는 1983년 헌법에 따라 튀르키예어만이 공식 언어이다.:4.5 일상생활에 사용하는 언어(베르나쿨라)는 키프로스 그리스어이며, 터키계 키프로스인은 키프로스 튀르키예어이다. 공적인 목적으로 사용하는 표준어는 표준 그리스어와 표준 튀르키예어이다.
헌법에 따라 "종교 단체" 셋이 인정되어 있는데, 둘은 각각 별도의 언어, 아르메니아어와 키프로스 마론파 아랍어를 사용한다. 간혹 쿠르베트(키프로스 롬인)가 사용하는 "쿠르베챠"도 포함하는 경우가 있지만 공식적인 인정이 있지는 않았다.
2011년 인구 조사에서 모어가 그리스어인 사람이 679,883명, 영어가 34,814명, 루마니아어가 24,270명, 러시아어가 20,984명, 불가리아어가 18,388명으로 총 840,407명으로 집계되었다. 1974년 터키의 키프로스 침공 이후 튀르키예어를 사용하는 북쪽과 그리스어를 사용하는 남쪽이 실질적으로 분리되었고,:2.2 키프로스 공화국의 통제에 있는 남쪽에는 튀르키예어 사용자가 1,405명밖에 남아 있지 않다.
| 키프로스의 언어 - 정부 통치 지역 (2011년) | 키프로스의 언어 - 정부 통치 지역 (2011년) | 키프로스의 언어 - 정부 통치 지역 (2011년) | 키프로스의 언어 - 정부 통치 지역 (2011년) | 키프로스의 언어 - 정부 통치 지역 (2011년) |
| ----------------------------------------- | ----------------------------------------- | ----------------------------------------- | ----------------------------------------- | ----------------------------------------- |
| 언어                                      |                                           |                                           |                                           |                                           |
| 그리스어 (공식)                           | 그리스어 (공식)                           |                                           | 80.9%                                     | 80.9%                                     |
| 영어                                      | 영어                                      |                                           | 4.1%                                      | 4.1%                                      |
| 루마니아어                                | 루마니아어                                |                                           | 2.9%                                      | 2.9%                                      |
| 러시아어                                  | 러시아어                                  |                                           | 2.5%                                      | 2.5%                                      |
| 불가리아어                                | 불가리아어                                |                                           | 2.2%                                      | 2.2%                                      |
| 아랍어                                    | 아랍어                                    |                                           | 1.2%                                      | 1.2%                                      |
| 필리핀어                                  | 필리핀어                                  |                                           | 1.1%                                      | 1.1%                                      |
| 튀르키예어 (공식)                         | 튀르키예어 (공식)                         |                                           | 0.2%                                      | 0.2%                                      |
| 기타                                      | 기타                                      |                                           | 4.3%                                      | 4.3%                                      |
| 미특정                                    | 미특정                                    |                                           | 0.6%                                      | 0.6%                                      |

키프로스의 언어는 역사적으로 상호작용했다. 키프로스 그리스어와 키프로스 튀르키예어는 서로 어휘를 많이 차용했으며, 키프로스 그리스어는 키프로스 아랍어의 음운 변동에 영향을 주었다.:84:223

## 키프로스 그리스어

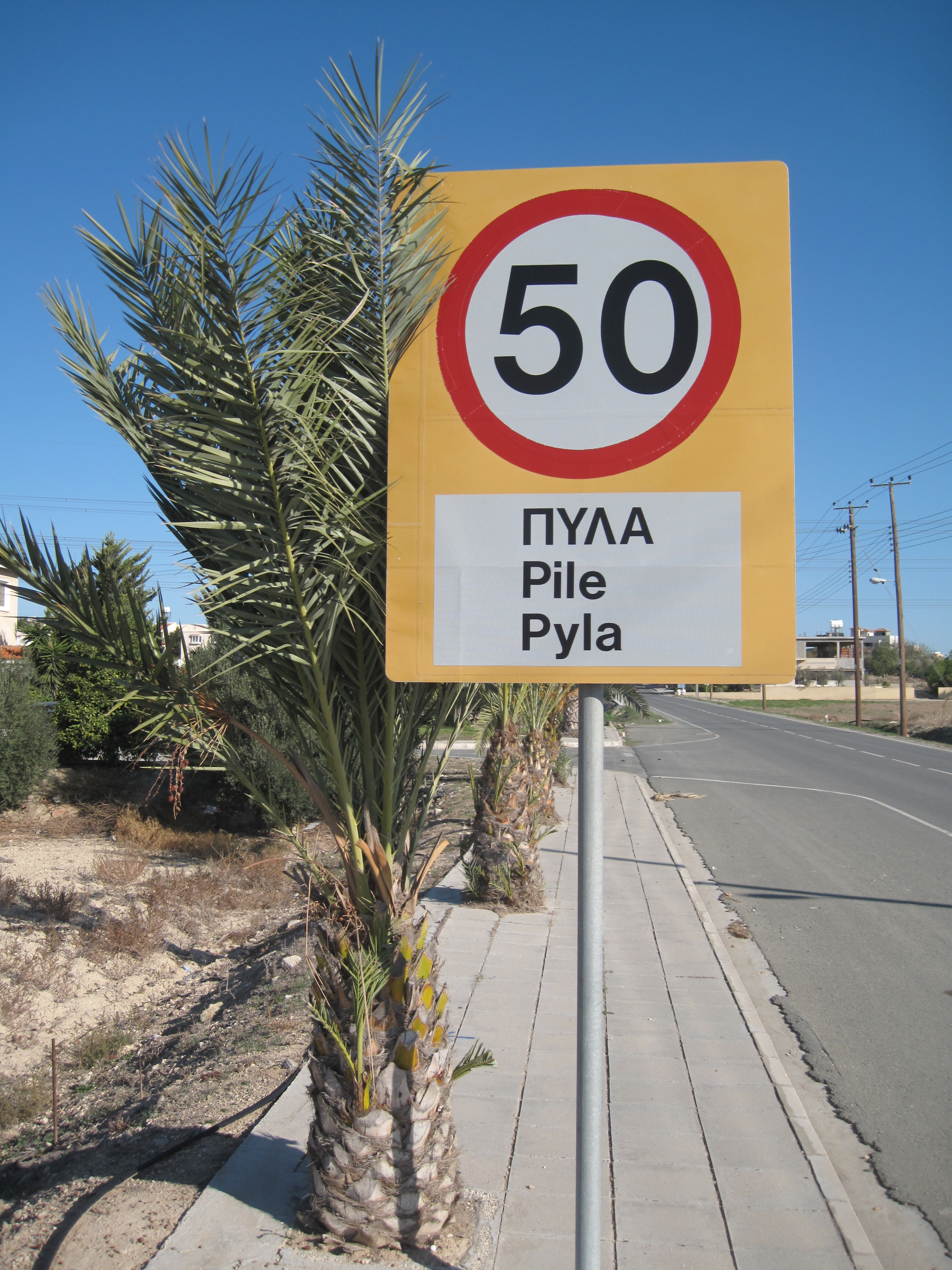
키프로스 필라의 도로 표지판으로, 그리스어(위, 대문자), 튀르키예어(가운데), 로마자화된 그리스어(아래)로 적혀 있다.

그리스어는 기원전 12세기~11세기 키프로스로 온 그리스 정착민을 통해 보급되었다.:2.1 가장 오래 된 키프로스 그리스어 글은 기원전 1000년 경에 써졌다. 현대의 키프로스 그리스어는 당시 키프로스로 이주하던 그리스 계열 사람들의 영향으로 중세 그리스어에서 출발하였다. 키프로스 그리스어는 표준 그리스어와 눈에 띌 정도의 차이를 보이는데, 특히 음운, 형태, 어휘 측면에서의 차이가 크다. 키프로스 그리스어는 다른 그리스어 방언 사용자가 알아듣기 힘들며,:1886 일부는 아에 알아듣지 못하기도 한다.:26:61 키프로스 그리스어 문학은 1571년 오스만이 키프로스를 점령하기 전까지 번성했다.:392
표준 현대 그리스어(당시 카타레부사 그리스어)는 19세기 말부터 그리스계 키프로스 교육에서 사용되었으며 키프로스 매체에서 사용하고 있다. 그리스계 키프로스 사회는 방언연속체 양층언어 사회로, 교육을 통해 배우는 표준 그리스어가 상층 언어이고 자연적으로 취득하는 키프로스 그리스어가 하층 언어이다. 표준 그리스어는 계속해서 키프로스 그리스어에 영향을 미치고 있으며, 키프로스 그리스어 화자는 두 언어 간 부호혼용 및 부호전환을 한다. 그리스계 키프로스인들의 "두 언어 사이의 차이를 과소평가하는 경향":35은 방언을 보존하는 데 도움이 되었다고 평가받고 있다.:534–535:1887
터키계 키프로스인 다수는 1974년 터키의 키프로스 침공 이전에는 키프로스 그리스어에 능통했으며, 그 당시 키프로스 그리스어는 링구아 프랑카의 역할을 했다.:1886 일부 터키계 키프로스인들은 그리스어만 사용할 수 있었다.

## 키프로스 튀르키예어
키프로스 튀르키예어는 아나톨리아에서 유입되어 4세기 동안 변화한 방언으로, 오스만 계열의 조상이 있는 키프로스인이나 오스만 지배 시기에 이슬람으로 개종한 키프로스인이 사용한다.
키프로스 튀르키예어는 오스만 튀르크어와 터키 남부 토로스산맥의 외뤽스 방언이 섞인 형태로, 그리스어, 이탈리아어, 영어의 영향도 받았다. 키프로스 튀르키예어는 표준 튀르키예어와 별다른 노력 없이 서로 이해 가능하다.

## 소수어
유럽 지방 언어·소수 언어 헌장에 따라 키프로스의 두 소수어, 아르메니아어와 키프로스 아랍어가 보호받고 있다.

### 아르메니아어
아르메니아인들은 6세기부터 키프로스에 거주했으며, 20세기 초 아르메니아인 집단학살을 피해 9,000명 가량이 추가로 도착했다. 키프로스에 도착한 사람 중 다수는 다른 국가로 다시 이동했다. 현재 아르메니아 학교에서는 서부 아르메니아어를 가르치며, 키프로스 공화국 인구 중 약 3,000명 가량이 모어를 아르메니아어로 사용하며, 간혹 아르메니아어와 그리스어를 동시에 사용하기도 한다.:507–509 2014년 키프로스 공화국 통제 지역에 거주하는 총 1,831명의 아르메니아 키프로스인 중 668명이 아르메니아어를 모어로 사용한다.:3

### 키프로스 마론파 아랍어
아랍어가 어떻게 처음 키프로스로 유입되었는지는 확실하지 않지만, 아랍어 사용자는 12세기 후반에 레반트에서 이주했음이 알려져 있다.:220 현재 키프로스 마론파 아랍어는 거의 사장되었으며, 언어 되살리기를 위한 노력이 이루어지고 있다. 언어 사용자는 키프로스 마론파 900명 정도로 추정되며, 모두 나이가 30세를 넘는다. 키프로스 마론파 아랍어의 중심지는 오랫동안 코르마키티스였으나 1974년 이후 다수 남쪽으로 이주해 흩어졌으며, 이로 인해 언어의 사멸이 가속화되었다.:507 키프로스 마론파 아랍어는 상당한 기간 동안 다른 아랍어 계통과 단절되어, 키프로스 그리스어에서 문법, 어휘, 음운의 영향을 많이 받았다. 키프로스 마론파 아랍어는 메소포타미아 북부 아랍어와 레반트 해안 지역어와 공통점이 있다.:220–222 키프로스 마론파 아랍어는 아직 체계화되진 않았지만, 체계화려는 계획은 있다.:3
키프로스 마론파 아랍어 사용자는 그리스어를 같이 사용할 수 있다. 2011년 인구 조사에서 키프로스 공화국 통제 지역에 사는 마론파 3,656명 중 키프로스 마론파 아랍어를 모어라고 한 사람이 단 한 명도 없었다.:4

### 쿠르베챠
북키프로스 지역에는 쿠르베챠를 사용하는 롬인이 거주하는데, 정확한 수는 밝혀지지 않았다. 쿠르베챠는 크리올으로서 어휘는 롬어, 문법은 키프로스 튀르키예어이다. 쿠르베챠는 기록이 이루어지지 않았으며, 연구도 거의 진행되지 못했다.:508–509,536–537,549

## 외국어
영어 능력은 다른 유럽 국가에 비해 높으며, 영어 교육을 받은 키프로스인은 키프로스 그리스어와 영어 사이에서 부호전환을 할 수 있다. 도로 표지판, 공공 안내판, 광고 등에 영어가 사용된다.:1888 1960년 이전까지의 영국의 지배에서 영어는 링구아 프랑카 역할을 했으며 1963년 이전까지 입법부에서, 1989년 이전까지 사법부에서 실질적으로 사용하였다.:4.4 키프로스의 인구 중 약 80.4% 가량이 영어를 두 번째 언어로 사용하며, 평균적으로 키프로스인은 외국어를 1.2개 할 수 있다.:6 유로 바로미터에 따르면 키프로스 인구 중 76%는 영어를, 12%는 프랑스어를, 5%는 독일어를 할 수 있다.
2008년부터 9살부터 외국어 교육이 의무화되었다.:11

## 사어

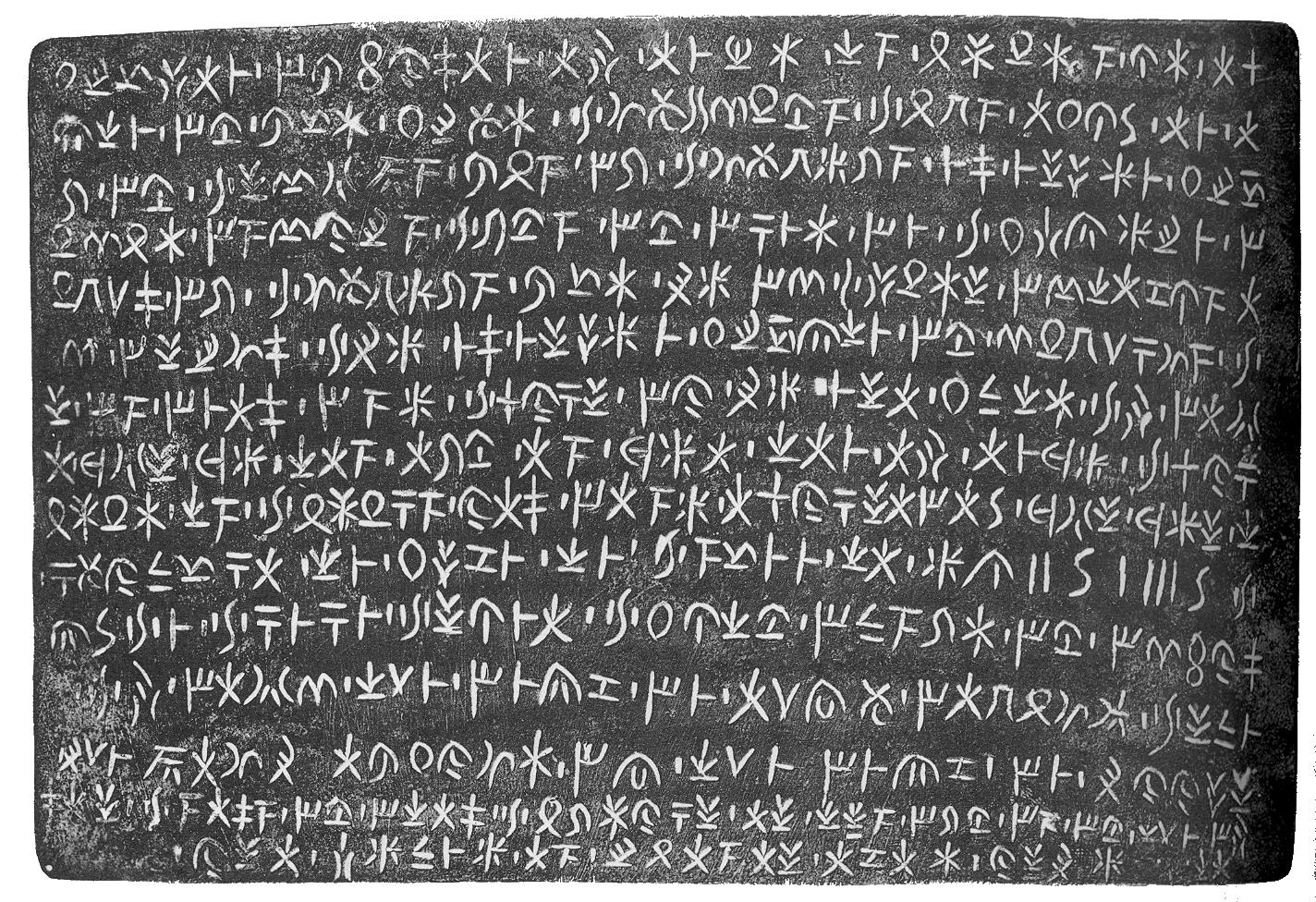
이달리온 석판으로, 기원전 5세기에 키프로스 음절문자로 작성되었다. 석판의 이름은 발견된 도시이자 고대 키프로스 도시 국가인 이달리온의 이름을 땄다.

### 키프로스-미노스 음절문자 및 이전의 언어
키프로스에서 기록 언어는 기원전 16세기에 아직 판독되지 않은 키프로스-미노스 음절문자를 사용하여 처음 등장한 것으로 간주되며, 키프로스-미노스 음절문자는 선문자 A에서 파생되어 몇 가지 요소를 추가한 것으로, 이후 키프로스 음절문자의 기반이 되었다.:109–110 키프로스-미노스 음절문자는 언어 하나 이상을 기록하는 데 사용되었을 가능성이 있다.:60ff.

### 아카이아키프로스어 및 과도기 성격의 그리스어
고대 그리스어 아카이아키프로스 방언은 기원전 12~11세기 키프로스에 처음 정착한 미케네 문명이 사용했던 언어로, 기원전 4세기 경 코이네 그리스어로 계승되었으며:509 이후 중세 그리스어가 현대의 키프로스 그리스어로 이어졌다.

### 에테오키프로스어
에테오키프로스어는 인도유럽어족과의 관계가 확인되지 않은 키프로스의 토착어였다. 키프로스로의 그리스인 이주에 따라 유입된 그리스어와 대립하다 결국 기원전 3세기 경 사라졌다. 표기는 아카이아키프로스어용 키프로스 음절문자를 사용했는데, 두 언어는 서로 관련이 없었지만 같은 표기법을 사용했다. 두 언어가 공존하던 시기 키프로스에 사는 사람들은 두 언어를 모두 할 수 있었다.:115–116